# 吴子熊玻璃艺术馆
吴子熊玻璃艺术馆位于浙江省台州市椒江区中心大道葭芷泾文化长廊中段，为中国第一家玻璃雕刻艺术馆，由工艺美术大师吴子熊创办于1998年8月19日。陈列了吴子熊父子以及其弟子的创作，拥有约3000件展览品。

## 历史
1998年8月19日创办旧馆，占地3亩，接待场地3000平方米。2004年5月22日，新馆建成，占地15亩、建筑面积7000多平方米。

## 特色
馆内除了展览吴子熊父子和弟子的玻璃雕刻作品外，还有温家宝、江泽民、吴邦国（赠吴子熊的《黄鹤楼》）、胡耀邦、乔石、李岚清、迟浩田等党和国家领导人与吴子熊的合影，及二万八千多国际友人签名题字，国内唯一一件长达15米的大型凸浮雕艺术作品《87神仙卷》，水晶象棋”以及“玻璃报纸”（为目前世界首张最大的玻璃报纸，内容为1949年10月1日的天津日报，反映当时的开国大典，为庆贺中华人民共和国成立55周年而作，已经申报上海世界吉尼斯纪录。）。

## 荣誉
- 1998年被台州市、椒江区评为两级爱国主义教育基地

## 合作
吴子熊玻璃艺术馆与法国圣德市陛下博物馆、韩国木浦艺术馆、美国戴尔·奇哈里“船屋”博物馆等建立姐妹馆，与天津华蕴博物馆、辽宁雷锋纪念馆等建立友好馆，已成为台州广播电视大学素质教育基地、台州职业技术学院德育基地、黄岩师范素质教育基地等基地。